# Louis-Claude Chéron de La Bruyère
Pour les articles homonymes, voir Chéron et La Bruyère.
Louis-Claude Chéron de La Bruyère, né à Paris le 28 octobre 1758 et mort à Poitiers le 13 novembre 1807, est un homme politique, auteur dramatique et traducteur français.

## Biographie
Commandant du bataillon du district des Capucins Saint-Honoré en 1789  ;
Il est député de Seine-et-Oise en 1791, puis préfet de la Vienne en 1805.
Louis-Claude Chéron de La Bruyère était le fils de Marin Chéron, administrateur des forêts et "Grand Planteur du Roi" sous Louis XVI. Il est également le frère ainé de François Chéron des Carrières, homme de lettres et haut fonctionnaire Français.
Il épouse en 1795 Catherine-Henriette Belz, nièce de l'abbé Morellet.
C'est le 25 juillet 1781 que Louis-Claude de La Bruyère acheta tout entier le château d'Auvers-sur-Oise à MM. De la Brosse et Lescouriou, propriété qui restera dans la famille Chéron de La Bruyère jusqu'en février 1882. 
Quoique destiné à succéder à son père, il se livra spécialement à la littérature, et fit paraître divers écrits parmi lesquels on connaît surtout le Tartufe des Mœurs, comédie en cinq actes et en vers, et l'histoire d'un enfant trouvé. Les événements politiques l'arrachèrent aux douceurs de sa studieuse retraite. 
Il fut nommé en 1790 administrateur du département de Seine-et-Oise, puis en 1791 député à l'Assemblée législative dans laquelle il fut président du Club des feuillants et fit partie du Comité des Domaines. La modération de ses opinions le rendit suspect, et il fut jeté en prison le 15 frimaire an II, sur une dénonciation anonyme. À la séance publique du Conseil Général de la commune, le 14 janvier 1794, la municipalité d'Auvers, n'ayant pas reçu de réponse à sa première lettre, en rédigea  une seconde insistant vivement pour la mise en liberté de Louis-Claude Chéron. À la chute de Robespierre, tous les corps constitués de la commune firent une nouvelle démarche auprès des membres de la Convention pour la mise en liberté de Louis-Claude Chéron, et cette fois avec succès en août 1794. Il vint se fixer à Auvers, dont un peu plus tard il fut nommé Maire. Il fit ensuite partie du conseil des Cinq-Cents. L'Empereur Napoléon le nomma préfet de la Vienne. Il mourut en fonction, deux ans plus tard à Poitiers, le 13 octobre 1807.
La famille Chéron de La Bruyère compte encore quelques membres, dont Max Chéron, Stéphane Chéron (Steve et Maximilian Cheron), Thibault Chéron (Anthony Cheron), descendants en ligne directe de Louis Claude-Chéron de La Bruyère.

## Œuvres
Théâtre
- Caton d'Utique, tragédie en 3 actes et en vers, imitée d'Addison (1789)
- L'Homme à sentimens, ou le Tartuffe de mœurs, comédie en cinq actes et en vers, imitée en partie de The School for Scandal de Sheridan, Paris, Comédiens français du Théâtre italien, 10 mars 1789. Remanié et abrégé sous le titre Valsain et Florville (1803).

Traductions
- Richard Lovell Edgeworth et Maria Edgeworth : Leçons de l'enfance (5 volumes, 1803)
- Elizabeth Hamilton : Lettres sur les principes élémentaires d'éducation (2 volumes, 1804)
- Henry Fielding : Tom Jones, ou Histoire d'un enfant trouvé (6 volumes, 1804)

### Sources
- Henri Mataigne, Histoire d'Auvers sur Oise.
- Philippe-Joseph-Benjamin Buchez, Histoire parlementaire de la Révolution française. Histoire de l'Assemblée législative, vol. 6-9.